# Thomas Schumacher
Thomas Schumacher est un directeur de théâtre américain, actuellement président du Disney Theatrical Group, la division de production théâtrale de la Walt Disney Company.

## Biographie
Après des études de théâtre à l'Université de Californie à Los Angeles (UCLA), il devient en 1987 directeur associé du Los Angeles Festival of Arts.
En 1988, il rejoint la société Disney au sein de Walt Disney Pictures comme réalisateur du long métrage d'animation Bernard et Bianca au pays des kangourous  (1990) et producteur exécutif sur Le Roi lion (1994),.
Ensuite il sert de vice-président exécutif de Feature Animation mais a surtout la charge des adaptations  des films d'animations en comédie musicales ou autres spectacles.
En 1999, il obtient le poste de directeur des Feature Animation and Theatrical Productions mais ne se consacre plus qu'au théâtre à partir de 2002. En novembre 2012, Schumacher s'est marié avec son compagnon de longue date, le décorateur d'intérieur Matthew White.

## Productions théâtrales
Avec sa résignation du poste de responsable de l'animation en 2002, il devient le président du Disney Theatrical Group et lance la production de nombreux spectacles de type Broadway. Parmi ses productions on peut citer,: 
- La version comédie musicale du Roi David d'Alan Menken et Tim Rice en 1997
- La comédie musicale Le Roi lion (1997)
- Der Glöckner von Notre Dame l'adaptation allemande du film Le Bossu de Notre-Dame en 1999
- L'Aïda (2000) de Aïda (comédie musicale) d'Elton John et Tim Rice.
- Mary Poppins en 2004
- Tarzan en 2006
- La dernière production est [La Petite Sirène (comédie musicale)|La Petite Sirène] débutée en 2008.

En tant que Président du Disney Theatrical Group, il est aussi le producteur de la tournée musicale On the Record, présentant des chansons du catalogue de Disney.
Thomas Schumacher supervise aussi Disney Live Family Entertainment, filiale responsable de la production des Disney on Ice  et différentes spectacles itinérants pour la jeunesse.